# XXS2
XXS2 is een downloadalbum van de band BLØF uit 2009, net als het eerdere XXS alleen digitaal verkrijgbaar. XXS2 kon gedownload worden na aankoop van een van de albums Oktober of April.
Hoewel het album pas beschikbaar kwam na release van April, staan alleen de nummers Liefdesbrief en Kouder dan ijs op deel 1 van het tweeluik Oktober en April. Alle overige nummers staan op oudere studioalbums van BLØF.
Het album werd opgenomen tijdens de theatertour van BLØF op 2 en 3 maart 2007 in de stadsschouwburg Het Park te Hoorn. Alle nummers zijn live-opnames van de originele nummers.

## Tracklist
1. Welkom thuis
2. Een manier om thuis te komen
3. Halverwege
4. Binnenstebuiten (Yele)
5. Weggaan
6. Streep mijn naam maar weg
7. Liefdesbrief
8. Bougainville
9. Kouder dan ijs
10. Aanzoek zonder ringen
11. Hart tegen hart
12. Het is laat

Bandleden:

Paskal Jakobsen · Peter Slager · Bas Kennis · Norman Bonink (voormalig: Henk Tjoonk, Chris Götte)

Discografie: